# Újszalonta
Újszalonta è un comune dell'Ungheria di 141 abitanti (dati 2001) . È situato nella contea di Békés.